# 氮化鋁
氮化鋁(Aluminum Nitride，AlN)是鋁的氮化物。纖鋅礦狀態的氮化鋁(w-AlN)是一種寬帶隙(Wide-bandgap Semiconductor)的半導體材料(6.2 eV)。故也是可應用於深紫外線光電子學的半導體物料。

## 歷史及特性
氮化鋁于1877年首次合成。至1980年代，因氮化鋁是一種陶瓷絕緣體(多晶體物料為 70-210 W‧m−1‧K−1，而單晶體更可高達 275 W‧m−1‧K−1 )，使氮化鋁有較高的傳熱能力，至使氮化鋁被大量應用于微電子學。与氧化鈹不同的是氮化鋁無毒。氮化鋁用金屬處理，能取代礬土及氧化鈹用於大量電子儀器。氮化鋁可通過氧化鋁和碳的還原作用或直接氮化金屬鋁来制备。氮化鋁是一種以共價鍵相連的物質，它有六角晶體結構，與硫化鋅、纖維鋅礦同形。此結構的空間組為P63mc。要以熱壓及銲接式才可製造出工業級的物料。物質在惰性的高溫環境中非常穩定。在空氣中，溫度高于700℃時，物質表面會發生氧化作用。在室溫下，物質表面仍能探測到5-10納米厚的氧化物薄膜。直至1370℃，氧化物薄膜仍可保護物質。但當溫度高于1370℃時，便會發生大量氧化作用。直至980℃，氮化鋁在氫氣及二氧化碳中仍相當穩定。礦物酸通過侵襲粒狀物質的界限使它慢慢溶解，而強鹼則通過侵襲粒狀氮化鋁使它溶解。物質在水中會慢慢水解。氮化鋁可以抵抗大部分融解的鹽的侵襲，包括氯化物及冰晶石〔即六氟鋁酸鈉〕。

## 應用
有報告指現今大部分研究都在開發一種以半導體（氮化鎵或合金鋁氮化鎵）為基础且運行於紫外線的發光二極管，而光的波長為250納米。在2006年5月有報告指一個無效率的二極管可發出波長為210納米的光波。以真空紫外線反射率量出單一的氮化鋁晶體上有6.2eV的能隙。理論上，能隙允許一些波長為大約200納米的波通過。但在商業上實行時，需克服不少困難。氮化鋁應用於光電工程，包括在光學儲存介面及電子基質作誘電層，在高的導熱性下作晶片載體，以及作軍事用途。
由于氮化鋁壓電效應的特性，氮化鋁晶體的外延性伸展也用於表面聲學波的探測器。而探測器則會放置於矽晶圓上。只有非常少的地方能可靠地製造這些細的薄膜。

## 外部連結
- 氮化铝AIN （页面存档备份，存于）

### 學術
- Ioffe data archive (羅福資料檔案館)  （页面存档备份，存于）
- Electronic Structure of AlN (氮化鋁的電子結構) （页面存档备份，存于）
- MSDS (University of Oxford) 〔物質安全資料表 (牛津大學)〕 （页面存档备份，存于）
- Chemistry : Periodic Table : aluminium : compound data 〔aluminium (III) nitride〕 
化學：週期表：鋁：化合物數據 〔氮化鋁(Ⅲ)〕 （页面存档备份，存于）